# Диденайм
Дидена́йм (фр. Didenheim) — упразднённая коммуна на северо-востоке Франции в регионе Эльзас — Шампань — Арденны — Лотарингия, департамент Верхний Рейн, округ Мюлуз, кантон Брёнстат. До марта 2015 года коммуна административно входила в состав упразднённого кантона Мюлуз-Сюд (округ Мюлуз). Упразднена и с 1 января 2016 года объединена с коммуной Брёнстат в новую коммуну Брёнстат-Диденайм на основании Административного акта № 57 от 24 декабря 2015 года.
Площадь коммуны — 4,44 км², население — 1666 человек (2006) с тенденцией к стабилизации: 1739 человек (2012), плотность населения — 391,7 чел/км².

## Население
Численность населения коммуны в 2011 году составляла 1743 человека, а в 2012 году — 1739 человек.
| 1962 | 1968 | 1975 | 1982 | 1990 | 1999 | 2005 | 2006 | 2010 | 2011 | 2012 |
| ---- | ---- | ---- | ---- | ---- | ---- | ---- | ---- | ---- | ---- | ---- |
| 1492 | 1897 | 1920 | 1902 | 1771 | 1758 | 1675 | 1666 | 1738 | 1743 | 1739 |

Динамика населения:

## Экономика
В 2010 году из 1078 человек трудоспособного возраста (от 15 до 64 лет) 816 были экономически активными, 262 — неактивными (показатель активности 75,7 %, в 1999 году — 68,3 %). Из 816 активных трудоспособных жителей работали 731 человек (384 мужчины и 347 женщин), 85 числились безработными (47 мужчин и 38 женщин). Среди 262 трудоспособных неактивных граждан 77 были учениками либо студентами, 79 — пенсионерами, а ещё 106 — были неактивны в силу других причин.
На протяжении 2011 года в коммуне числилось 716 облагаемых налогом домохозяйств, в которых проживало 1696,5 человек. При этом медиана доходов составила 23412 евро на одного налогоплательщика.

## Достопримечательности (фотогалерея)
- Церковь Сент-Гал